# Kahta

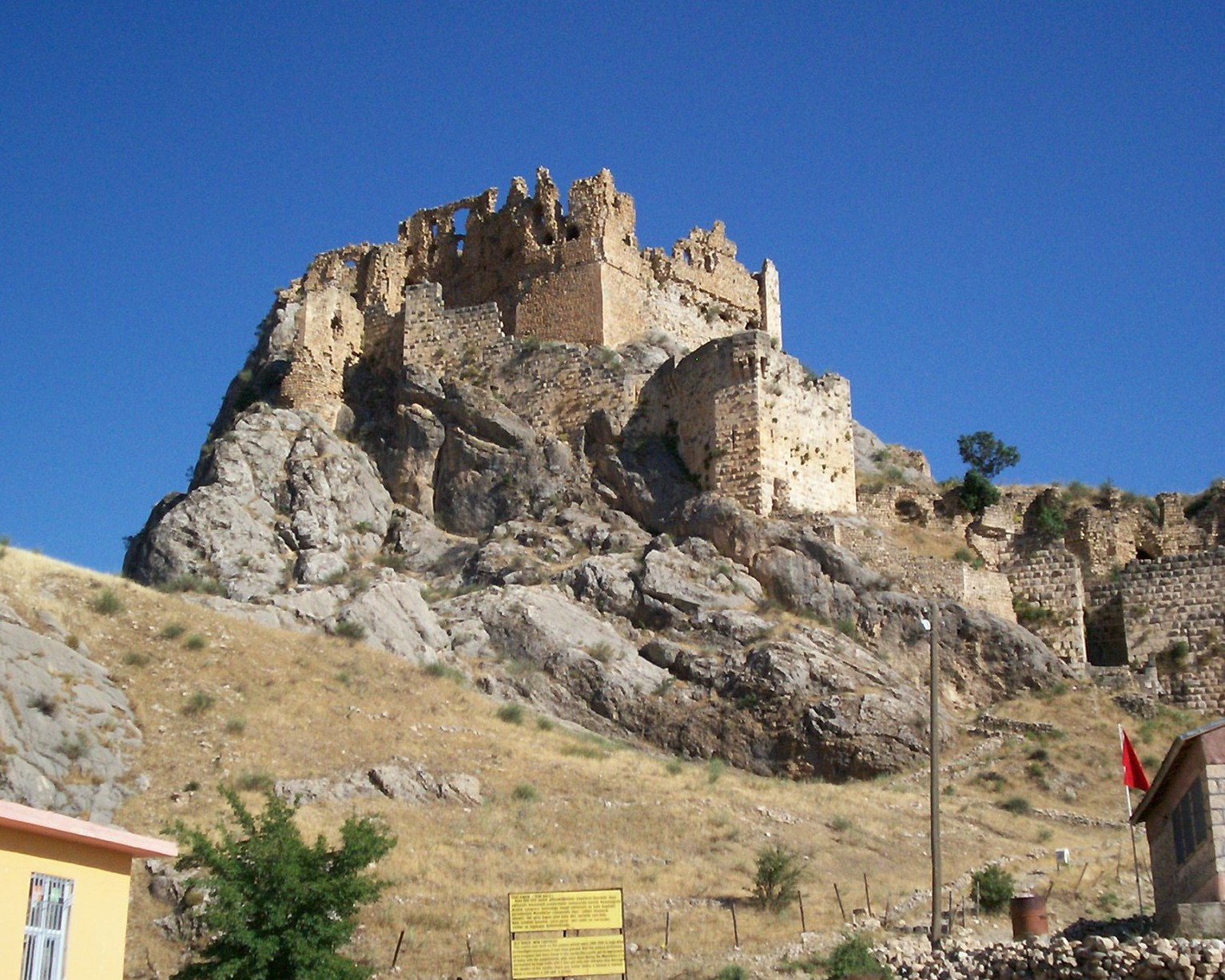
Slottsruin vid Kahta.

Kahta (kurdiska, Kolik) är en stad i östra Turkiet i provinsen Adıyaman.Kahtas befolkning består av kurder. Den är administrativ huvudort för ett distrikt med samma namn. Staden befinner sig geografiskt nära staden Şanlıurfa och berget Nemrut Dağı. Befolkningen uppgick till 64 441 invånare i slutet av 2011.